# ルドルフ・シェーネルト
ルドルフ・シェーネルト（Rudolf Schoenert、1911年 7月27日 - 1985年 11月30日）は、第二次世界大戦時のドイツ空軍で7番目に撃墜数の多い夜間戦闘機のエース・パイロットである。また柏葉付騎士鉄十字勲章の受勲者である。騎士鉄十字勲章とそれより上位の柏葉剣付は戦場での卓越した行為や軍事上のリーダーシップを発揮した者に授与された。

## 履歴
5年間の商船隊勤務の後でシェーネルトは1933年に操縦訓練を始め、ルフトハンザ航空で商業路線を飛行した。1938年にドイツ空軍の予備役に少尉として任官し、1941年6月にオランダ北部のベルゲンに駐屯する第1夜間戦闘航空団/第4飛行中隊（4./NJG 1）に配属された。7月9日に最初の戦果を挙げ、1942年7月25日に合計22機撃墜を果たして騎士鉄十字勲章を授与された。
シェーネルトは一般的に夜間戦闘機搭載の上向き武装を導入する原動力になったことで知られている。1942年に最初の試作の上向き武装がシェーネルトのドルニエ Do 17に装着された。「シュレーゲムジーク」と呼ばれたこのコンセプトは最初ヘルムート・レントやヴェルナー・シュトライプから否定された。パルキムの第5夜間戦闘航空団/第II飛行隊の兵装係パウル・マーレ（Paul Mahle）曹長はシェーネルトと密接に協力して独自の「シュレーゲムジーク」の試作装置を製作し、これは間もなく飛行隊の全機に装着された。
シェーネルトは1943年5月に上向き銃での最初の戦果を挙げた。8月には第100夜間戦闘航空団（NJG 100）に所属して東部戦線で戦い、1944年初めまでに約30機のソ連軍の夜間侵入機を撃墜した。
1945年4月27日にエルベ川の東への出撃で電装系の不具合により機上レーダーが作動せず、シェーネルトのユンカース Ju 88Gはイギリス空軍のモスキートに撃墜された。シェーネルトは生還し、ドイツ軍部隊に救出された。
戦争を生き延びたシェーネルトは376回の作戦飛行に出撃し、35機のソ連軍機を含む65機の戦果を挙げて柏葉付騎士鉄十字章を授与された。シェーネルトの通信士/レーダー手はヨハネス・リヒター曹長が務めた。

## 受勲
- 鉄十字章（1939）
  - 2級（1941年7月10日）[2]
  - 1級（1941年7月22日）[2]
- 空軍名誉杯（1942年1月5日）[3]
- ドイツ十字章金章（1942年5月18日）：第2夜間戦闘航空団／第4飛行中隊の中尉として[4]
- 柏葉付騎士鉄十字章
  - 騎士鉄十字章（1942年7月25日）：第2夜間戦闘航空団／第4飛行中隊長の予備役中尉として[5][6][7]
  - 柏葉 第450号（1944年4月11日）：第10夜間戦闘飛行隊の飛行隊長の予備役少佐として[7]
- 国防軍軍報（Wehrmachtbericht）での言及（1942年4月28日、1942年6月24日）

### 国防軍軍報からの引用
| 日付                 | 国防軍軍報のオリジナル原稿                                                               | 和訳（英訳から転訳）                                                       |
| -------------------- | ---------------------------------------------------------------------------------------- | -------------------------------------------------------------------------- |
| 1942年4月28日 火曜日 | Oberleutnant Schoenert errang seinen 15. Nachtjagdsieg.                                  | シェーネルト中尉は15機目の撃墜を記録した。                                 |
| 1942年6月24日 水曜日 | Oberleutnant Schoenert errang über der Deutschen Bucht seinen 19. und 20. Nachtjagdsieg. | シェーネルト中尉はドイツ湾上空で19機目と20機目となる夜間での戦果を挙げた。 |

## 参照
出典
1. ↑  Hinchliffe 1998, p. 122.
2. 1 2  Thomas 1998, p. 278.
3. ↑  Obermaier 1989, p. 64.
4. ↑  Patzwall and Scherzer 2001, p. 420.
5. ↑  Scherzer 2007, p. 777.
6. ↑  Fellgiebelの著書によると第11夜間戦闘航空団／第2飛行中隊パイロットの少尉として
7. 1 2  Scherzer 2007, p. 680.
8. ↑  Die Wehrmachtberichte 1939-1945 Band 2, p. 98.
9. ↑  Die Wehrmachtberichte 1939-1945 Band 2, p. 174.

参考文献
- Fellgiebel, Walther-Peer (2000). Die Träger des Ritterkreuzes des Eisernen Kreuzes 1939–1945 (in German). Friedburg, Germany: Podzun-Pallas. ISBN 3-7909-0284-5.
- Hinchliffe, Peter (1998). Luftkrieg bei Nacht 1939–1945 (in German). Motorbuch Verlag. ISBN 3-613-01861-6.
- Obermaier, Ernst (1989). Die Ritterkreuzträger der Luftwaffe Jagdflieger 1939–1945 (in German). Mainz, Germany: Verlag Dieter Hoffmann. ISBN 3-87341-065-6.
- Patzwall, Klaus D. and Scherzer, Veit (2001). Das Deutsche Kreuz 1941–1945 Geschichte und Inhaber Band II (in German). Norderstedt, Germany: Verlag Klaus D. Patzwall (in German). ISBN 3-931533-45-X.
- Schaulen, Fritjof (2005). Eichenlaubträger 1940 - 1945 Zeitgeschichte in Farbe III Radusch – Zwernemann (in German). Selent, Germany: Pour le Mérite. ISBN 3-932381-22-X.
- Scherzer, Veit (2007). Die Ritterkreuzträger 1939–1945 Die Inhaber des Ritterkreuzes des Eisernen Kreuzes 1939 von Heer, Luftwaffe, Kriegsmarine, Waffen-SS, Volkssturm sowie mit Deutschland verbündeter Streitkräfte nach den Unterlagen des Bundesarchives (in German). Jena, Germany: Scherzers Miltaer-Verlag. ISBN 978-3-938845-17-2.
- Thomas, Franz (1998). Die Eichenlaubträger 1939–1945 Band 2: L–Z (in German). Osnabrück, Germany: Biblio-Verlag. ISBN 3-7648-2300-3.
- Die Wehrmachtberichte 1939-1945 Band 2, 1. Januar 1942 bis 31. Dezember 1943 (in German). München: Deutscher Taschenbuch Verlag GmbH & Co. KG, 1985. ISBN 3-423-05944-3.